# 풍꽝타인
풍꽝타인(베트남어: Phùng Quang Thanh,  1949년 2월 2일 ~ 2021년 9월 11일) 은 베트남의 군인,  정치인이다. 전직 베트남 국방부장, 베트남 공산당 정치국원이다.